# Macronemurus punjabensis
Macronemurus punjabensis là một loài côn trùng trong họ Myrmeleontidae thuộc bộ Neuroptera. Loài này được Ghosh miêu tả năm 1982.